# رساله مکانیک آسمانی
رساله مکانیک آسمانی (انگلیسی: Traité de mécanique céleste) رساله ای پنج جلدی در زمینه مکانیک آسمانی است که توسط پیر سیمون لاپلاس نوشته شده و از ۱۷۹۸ تا ۱۸۲۵ با چاپ دوم در ۱۸۲۹ منتشر شده‌است. در سال ۱۸۴۲، دولت لوئیس فیلیپ مبلغ ۴۰٬۰۰۰ فرانک برای چاپ ۷ جلدی چاپ ملی اوروپ لاپلاس (۱۸۴۳–۱۸۴۷) اهدا کرد. Traité de mécanique céleste با چهار مکمل آن ۵ جلد اول را اشغال می‌کند.